# Göncölkarcsa
Göncölkarcsa (szlovákul Kynceľove Kračany) Egyházkarcsa településrésze, egykor önálló falu Szlovákiában, a Nagyszombati kerületben, a Dunaszerdahelyi járásban. A Karcsák falucsoport része.

## Fekvése
Dunaszerdahelytől 5 km-re délnyugatra fekszik.

## Nevének eredete
Nevét valószínűleg első birtokosáról kapta. A név a német Konrád név becéző alakjából, a Kuncilból származik, mely később a magyarban Göncöllé alakult.

## Története
A település a 13. században keletkezett. Nevét feltehetően egy Kencz nevű pozsonyi várjobbágytól nyerte, akinek a Gércs vize közelében volt a birtoka. A 14. és 15. század folyamán többször Kenczel, Kunczel, Cunchul alakban fordul elő oklevelekben. A pozsonyi váruradalomhoz tartozott.
A trianoni békeszerződésig Pozsony vármegye Dunaszerdahelyi járásához tartozott.

## Népessége
1910-ben 99, túlnyomórészt magyar lakosa volt.
2001-ben Egyházkarcsa 1162 lakosából 1078 magyar és 64 szlovák volt.

## Külső hivatkozások
- Magyar nyelvű leírás